# Thomas Nydahl
Bo Henry Thomas Nydahl, född 27 juni 1952 i Malmö, är en svensk författare och frilansjournalist.
Nydahl har skrivit ett femtiotal böcker, ofta med frihetligt politiskt innehåll, samt böcker om Lissabon och den portugisiska musikstilen fado. Fadoböckerna förklarar fenomenet fado och dess historia, samt porträtterar några av vår tids stora fadoartister.  Under åren 1987-97 var Nydahl redaktör för kulturtidskriften Studiekamraten, som senare bytte namn till Ariel. Han har även skrivit för tidskriften FIB/Kulturfront och Kristianstadbladets kultursida. Nydahl har också skrivit mycket om albanska frågor,  från såväl Albanien som Kosovo.

## Publikationer i urval
- Sedan möttes vi i Paris. Breven från Anne-Marie Berglund. Med foton av Hideo Matsumoto (Occident, 2021)
- Skanderbegs ättlingar. Albaner i Albanien, Kosova och Sverige (Occident, 2020)
- Från All My Loving till  Allahu Akbar (Occident, 2019)
- Ett huvud är mer än fyrahundra struphuvuden (Occident, 2017)
- Vardagar före sammandrabbningen (Occident, 2016)
- Ett barn är fött på Sevedsplan (Occident, 2015)
- Antecknat i krigstid (Occident, 2015)
- Identitärt. Om rötter, identitet & politisk aktivism (Occident, 2014)
- Solitär i nyspråkets tid – minnen och anteckningar (Occident, 2014)
- Medborgaren, makten och moskén – betraktelser & anteckningar (Vaka över ensamheten, 2013)
- Black Country – resor och läsningar i engelska West Midlands (Vaka över ensamheten, 2013)
- Sextio år senare (Vaka över ensamheten, 2012)
- Kulturen vid stupet (Vaka över ensamheten, 2011)
- Långsamhetens nej (Tusculum, 2010)
- En centraleuropeisk afton – breven från Alvar Alsterdal (Tusculum, 2010)
- Alla de andra som också skrev (Tusculum, 2009)
- Inre frihet. Dagbokstexter 2007–2008
- Lissabon – miljöer, människor, musik (2008, med Ulf Bergqvist)
- Öland – en vinterresa (2007, med Astrid Nydahl)
- Musiken som föddes bortom haven : En berättelse om den portugisiska fadomusiken och saudadebegreppet (2006)
- Skrivandets portar : Litterära samtal med tio kvinnliga författare (2006)
- Stormar och vilopunkter : Om mänsklig svaghet, utsatthet och styrka (2006)
- Kön, klass och kultur (2005)
- Kärlek och längtan – en personlig berättelse om den portugisiska fadomusiken (2004)
- Ökenvandring : Prosavandringar i sex städer och fyra byar (2003)
- Politisk geografi (2002)
- Den tysta zonen : En essä om ensamhet i liv och litteratur (2001)
- Lissabon, en promenadbok (2000, med Hideo Matsumoto)
- Förensligandet (2000)
- Som om hopp funnes. Med Per Helge (1996)
- Minnen av hennes kropp (1996)
- Till min älskade (1995)
- Simone och Fjärilen (1995)
- Melankolin. Dagböcker och resor (1993)
- Världens jude (1992)
- Förbannade tystnad (Roman) (1988)
- Intifada. Rapport från ett palestinskt uppror (1988)
- Blått stål. Dikter (1988)
- I hundens tecken. Med Leif Nelson och Bangt Berg (1987)
- Människans nödvändiga val (1986)
- Elvaårslandet (1986)
- Sången om saknaden (1986)
- Äntligen ensam (1987)
- Fugor, landskap (1985)
- Malmö Blues (1983)
- Smuts (1977)
- Fabrik (1976)